# Elinor Crawley
Elinor Crawley, née le 8 novembre 1991, est une actrice galloise. Elle est surtout connue pour son rôle de Thyri dans la série télévisée Vikings et pour avoir interprété Cécile d'York dans The White Queen.

## Biographie
Elinor Crawley a été diagnostiquée atteinte de diabète de type 1 à l'âge de neuf ans. Elle a étudié à Whitchurch High School (en) et s'est formée à The Workshop, un projet de formation basé à Cardiff. 
Elle soutient l'organisation caritative Diabetes UK (en).

## Filmographie

### Films
| Year | Title            | Role                       | Notes          |
| ---- | ---------------- | -------------------------- | -------------- |
| 2010 | Submarine        | Abby Smuts                 |                |
| 2014 | The Tap Tap Lady | Jennifer                   | Short film     |
| 2015 | Bridgend (en)    | Laurel                     |                |
| 2016 | The Thunderers   | Mari                       | Filming        |
| 2016 | Victrix          | Viviane (Lady of the Lake) | Pre-production |
| 2019 | Burning Men      | Susie                      |                |
| 2020 | Glia             | Catherine Devereux         |                |

### Télévision
| Year    | Title                     | Role                      | Notes                                    |
| ------- | ------------------------- | ------------------------- | ---------------------------------------- |
| 2007    | The Sarah Jane Adventures | 'Bubbleshock' advert girl | Episode: Invasion of the Bane            |
| 2011    | Young Dracula             | School Girl               |                                          |
| 2011    | Tati's Hotel              | Dizzee                    |                                          |
| 2011    | Ideal (en)                | Jess                      |                                          |
| 2012    | Doctors                   | Millie Bowman             | Episode: The Cat's Meow                  |
| 2012    | Un monde sans fin         | Joan                      |                                          |
| 2013    | The White Queen           | Cécile d'York             |                                          |
| 2013–15 | Vikings                   | Thyri                     | Recurring in series 1, guest in series 3 |
| 2014    | Law & Order: UK           | Abby Glendon              | Episode: Hard Stop                       |
| 2015    | Ordinary Lies (en)        | Sarah-Jane                |                                          |